# 田立晓
田立晓（1966年2月—），男，中华人民共和国外交官，现任中华人民共和国驻帕皮提领事。

## 生平
田立晓曾任外交部驻香港特派员公署参赞兼条约法律部主任、公安部国际合作局副局长和外交部条约法律司参赞。2022年9月，出任中华人民共和国驻帕皮提领事。